# Strana la vita
Strana la vita è un film del 1987 diretto da Giuseppe Bertolucci.

## Trama
Dario è uno psicologo della USL stanco della routine del suo lavoro. Un giorno incontra Mario, un compagno di gioventù che gli aveva soffiato la ragazza; costei era rimasta incinta e aveva quindi sposato Mario. Durante l'incontro col vecchio amico Dario confessa di avere ora una relazione extraconiugale con una giovane ragazza; nel mezzo del racconto l'amico muore. L'uomo si trova quindi a destreggiarsi fra quattro donne: la sua attuale fidanzata, la moglie e l'amante dell'amico morto, nonché una paziente schizofrenica con doppia personalità innamorata di lui. Alla fine, Dario dà appuntamento in un parco contemporaneamente a tre delle donne (paziente esclusa), e le spia senza farsi vedere. Le ragazze scambiano poche parole senza conoscere il legame che le accomuna e, dopo un'inutile attesa, se ne vanno. Ester, la più giovane, è l'ultima ad andarsene.

## Riconoscimenti
- 1988 - Efebo d'oro

## Curiosità
- Nei titoli di testa, il nome di Claudio Bisio, allora attore agli esordi, compare erroneamente come "Carlo Bisio".